# 俞文漪
俞文漪（1712年—1788年），字简中，號滌泉，福建長汀縣人，清朝政治人物，同进士出身。
雍正十一年（1733年），登癸丑科进士，累官吏部郎中，外放浙江嘉兴府知府，迁温州府知府。乾隆二十年（1755年），率众重修建讲堂，命府学教授王执玉兼长教事，规制一新。居官清惠；捐廉赈恤，会征缅匪。平反疑狱绩彰。民誉“万家生佛”。因保薦屬吏不當，左遷貴陽，歷署思南等州府，平反疑獄。以年老乞休，家貧不能歸，獲聘主銅江書院講席。卒年七十六，門下士王希禹等爲之含殮，歸葬大埔。著有《涤泉诗集》。